# Skogstorp (commune de Falkenberg)
Pour les articles homonymes, voir Skogstorp.
Skogstorp (commune de Falkenberg) est une localité de Suède située dans la commune de Falkenberg du comté de Halland. Elle couvre une superficie de 1,39 km2. En 2010, elle compte 2 124 habitants.